# Hotel Kempinski de Yamena
El Hotel Kempinski de Yamena (en francés: Hôtel Kempinski N'Djamena) es un hotel y rascacielos en la ciudad de Yamena (N'Djamena), la capital del país africano de Chad. Se encuentra en el centro de la ciudad de Yamena, cerca del Quartier Diguel Est (Barrio o distrito Diguel Este). Está a cargo del grupo de hoteles Kempinski. El hotel abrió sus puertas en 2004 y cuenta con 156 habitaciones de lujo.